# Nam Se-in
Đây là một tên người Triều Tiên, họ là Nam.
Nam Se-in (Hangul: 남세인; sinh ngày 15 tháng 1 năm 1993) là một cầu thủ bóng đá người Hàn Quốc thi đấu cho câu lạc bộ tại Giải bóng đá ngoại hạng Malaysia UKM ở vị trí tiền vệ tấn công.

## Sự nghiệp câu lạc bộ
Anh ra mắt chuyên nghiệp tại Giải bóng đá hạng nhất quốc gia Bồ Đào Nha cho Académico de Viseu vào ngày 23 tháng 11 năm 2016 trong trận đấu trước Penafiel.